# ジェイド (キン肉マンII世)
ジェイドは、ゆでたまごの漫画『キン肉マンII世』に登場する架空の人物。
アニメ版の声優は野島健児。

## 主な特徴
ドイツ出身の新世代超人。ヘラクレス・ファクトリー（以下H・F）2期生として初登場。当初はキン肉万太郎ら1期生（team-AHO）と対立していたが、後に合流、共に闘うようになった。
幼少時は孤児であったが、超人格闘家としての素質は備えていた。超人としての生き甲斐を失い自堕落な生活を送っていたブロッケンJr.に、新たな生き甲斐として見出され弟子となる。「ベルリンの赤い雨」他、ブロッケンJr.直伝の数々の技を使いこなす。
やや直情的で熱血漢な部分もあるが、基本的に真面目で素直な性格。それゆえに相手の策略に乗せられやすいなど精神面の脆さが目立ち、非情に徹しきれないことが多い。そのため実力自体は新世代超人の中でも上位に位置するものの、戦績は芳しくない。片腕が切断されたり、絶命寸前に追い込まれるなど凄惨な場面も多く、『キン肉マンII世超人大全』内の企画において『やられっぷり度』1位にランキングされ、『プリンス・オブ・やられ役』と称された。「負け方が酷い」という意見に対し、作者は「別にわざと虐めているわけではない」と弁解している。
自転車用ヘルメットを深く被り、ブロッケンJr.同様、眼はヘルメットの影になっている。ヘルメットの下の金髪を靡かせた素顔は、新世代超人No.1のイケメン面と称されており、師匠のブロッケンJr.と同じく女性読者の人気が特に高い。首に着けているドクロの徽章は、本来、元々人間であるブロッケン一族が厳しい修行の後に超人の肉体を得るための物。生来が超人であったジェイドの場合は肉体を変化させる効果こそ無かったものの、ブロッケンに鍛えられ一人前の超人となった証と誇りとして装着している。そのため、この徽章を馬鹿にされると激怒する。
原作では基本的に万太郎たち1期生を呼び捨てにするが、『キン肉マンII世〜オール超人大進撃〜』とアニメ版では口調が改められ「○○先輩」と呼んでいる。

## 『キン肉マンII世』でのジェイド

### 生い立ち
生まれた時から両親もおらず、超人ということで周りから厄介者扱いされていたジェイドは、親切な老夫婦に拾われ人間の学校に通う普通の少年として生活していた。ある時、学校から帰ってきて、老夫婦を超人差別主義のゴロツキに襲われているのを目の当たりにする。ジェイドはその怒りからゴロツキを一掃するが、老夫婦は息を引き取り再び孤児となる。
その一年後、養母（声 - 斉藤貴美子）の「まっすぐに生きなさい」という言葉通り、自分の超人パワーを正しいことに使うため、ブロッケンJr.に弟子（シューラァ）入りし、10年間かけて彼が先代のブロッケンマンから受けた以上の訓練を受け、格闘技術を叩き込まれる。

### H・F一期生・二期生入れ替え戦
キン肉万太郎たち一期生が卒業した後、H・Fに入学。真面目に授業を受け続け、卒業試験を迎えた彼はバッファローマンをジャスト5分でKOし、卒業。その後、自堕落な生活を送っていた万太郎たち一期生4人との入れ替え戦に出場することになる。
Aブロック1回戦にてガゼルマンと対戦したジェイドは、運動不足でスタミナ切れに陥ったガゼルマンを圧倒するが、闘いの中で胸のドクロの徽章が外れ、それをガゼルマンに嘲笑され激昂。使用を止められていたベルリンの赤い雨でガゼルマンを撃破。
二回戦では同期であるスカーフェイスと闘うが、彼の心理攻撃によりブロッケンJr.との信頼関係を分断され、残虐ファイトの前に右腕を捻じ切られる（アニメではへし折られる）。しかし彼はスカーフェイスを正義超人と信じ、激励の言葉をかけた。

### その後の活躍
「超人オリンピック ザ・レザレクション編」では右腕を治療し、ドイツ代表として超人オリンピック ザ・レザレクションに出場。最終予選「二人三脚でZEIZEI!」でパートナーに二階堂凛子を選び最終予選を突破、シード権を得てヒカルドと対戦が決定する。しかし悪行超人であることをカミングアウトし「ロード・オブ・ダークネス」と化したヒカルドの猛攻の前に劣勢となる。ジェイド陣営はタオルを投げギブアップするが、前後してヒカルドの必殺技「トーチャー・スラッシュ」を受け重傷を負う。意識が戻らぬまま病院に搬送されるが、万太郎の呼び掛けによりわずかに意識を取り戻し、万太郎にヒカルド打倒を託した。その様子を見ていたブロッケンJr.は独り立ちしたジェイドに自分は必要ないと独白、彼のもとを去る。その後、万太郎の前にイメージとして現われ、彼を助けている。
「悪魔の種子編」では、仲間と共に突如与那国島に現われたジェネラル・パラストに向かうが、パラストのゲートバリヤーを破れず難攻する。その後、バッファローマンの協力を得てパラストに入った万太郎の試合を見届けるが、飛び出したパラストによりバリアフリーマンと共に北海道・五稜郭へ。バリアフリーマンの老人ボディであるジージョマンの不真面目さに憤るが、彼の熱い魂を感じ取り、セコンドを務める。その後、万太郎たちと合流、B-エボリューションズ（スカーフェイス、ケビンマスク）が敗れた後は万太郎たちと別れて出奔したケビンの後をチェック・メイトと共に追うが、発見することはできなかった。
第1回キャラクター人気投票では第2位、第2回キャラクター人気投票では第2位、第3回キャラクター人気投票では第8位にランク入りしている。

### 究極の超人タッグ編
時間超人により肉体消滅の危機にあるケビンマスクを救うために、「タイムワープの8超人」として20世紀へタイムワープ。志願理由は自らの天涯孤独による。
無事20世紀に着き、時間超人への妨害が成功したかに見えたが、伝説超人たちは新世代超人を疑問視、ジェイドもブロッケンJr.に有無を言わさずに突き飛ばされてしまう。そのすぐ後、あるトラブルでケビンマスク消滅を止めることに失敗する。さらに彼らの登場でトロフィーがザ・マシンガンズを最強タッグと認めなくなったため、新世代超人・時間超人も含めて再びタッグトーナメントが開催されることになった。ジェイドもスカーフェイスとスーパー・トリニティーズを結成し究極の超人タッグ戦に出場する。
1回戦第4試合にてヘル・イクスパンションズ（ネプチューンマン、セイウチン）との対戦が決定。ネプチューンマンに洗脳され、チェック・メイトら仲間たちの顔を剥いだセイウチンを恨みながらも、彼を正義超人に戻すために奮闘。しかし、直前の試合でブロッケンJr.が右腕を切断されたことで歴史が改変され、ベルリンの赤い雨が「伝授されなかった」ことになってしまい使用不可能となる。そのため、内心では自らの野望のためトロフィー球根奪取を目指していたスカーフェイスから試合の最中に「弱小超人」と罵倒されタッグを解消される。だが実際には歴史が改変された後も隻腕のブロッケンjr.は新たな必殺技を編み出しており、このことによる新たな記憶がジェイドの脳裏に閃く。2対1の状況でピンチに陥っていたスカーフェイスを救うべく、蘇った記憶による新必殺技「ブロッケンの帰還」を繰り出しセイウチンの胸を斬り裂いた。その後にスカーフェイスと和解、コンビネーションでネプチューンマンたちを追い込むが、セイウチンの擬態に騙されマスク・ジ・エンドにより失明、そしてスカーフェイスが自分を庇って目の前でオプティカル・ファイバー・クロスボンバーを受け、顔の皮を剥がされてしまう。目が見えない状態でありながらも一人で奮戦し、渾身の「ブロッケンの帰還」を繰り出すも今一歩届かず、ネプチューンマンの革ベストの鉄鋲を切断するだけに終わり、オプティカル・ファイバー・クロスボンバーを受けるが、セイウチンの母と妹からの手紙を預かっていたことが判明。手紙を見て戸惑いを見せたセイウチンにより顔は剥がされず、ヘルメットが飛ぶのみだった。
その後、病院に搬送されるが、準決勝第1試合にてスカーフェイスと共に万太郎たちの応援に駆けつける。視力は回復するも顔に傷跡は残っていたが、万太郎のタッグパートナーであるカオス・アヴェニールの遺体の埋葬後、彼の残した「ピラリアの花」の花粉により完治する。その後は、万太郎のマッスル・スパーク修得の特訓に付き合う。
第4回キャラクター人気投票では第7位にランク入りしている。

### 主要対戦成績
- シングルマッチ
  - ○バッファローマン（SSD）
  - ○ガゼルマン（ベルリンの赤い雨）
  - ×スカーフェイス（アルティメット・スカー・バスター）
  - ○ホフマン（ベルリンの赤い雨）
  - ×ヒカルド（トーチャー・スラッシュ）
- タッグマッチ
  - ×ヘル・イクスパンションズ（ネプチューンマン / セイウチン、オプティカル・ファイバー・クロス・ボンバー）

アニメオリジナル
- タッグマッチ
  - ○ダズル&ザ・プロテクター組（ベルリンの赤い雨）

## 『キン肉マンII世〜オール超人大進撃〜』でのジェイド
本編と同じくH・F2期生として登場。同じ2期生であるキャプテン・マッコウ、バス・ザ・シャワーと共にd・M・pに洗脳され改造超人として万太郎と対決する。闘いの中、共に闘っていた2期生の洗脳が解け、ジェイドを説得。ジェイドはうるさく言う二人を攻撃するが、ジェイド自身完全に洗脳されておらず、いずれも急所を外していた。最後は正々堂々とした戦いの末、万太郎に敗北する。
超人一等祭ではドイツ代表として出場するが予選落ちとなる。
第1回キャラクター人気投票では第4位にランク入りした。

### 主要対戦成績
- ×キン肉万太郎（マッスル・ミレニアム）

## 得意技
ベルリンの赤い雨
ブロッケンJr.直伝の凄まじい切れ味を持つ手刀。ジェイドの型は手から闘気の力を宿した炎を噴出させる刃と炎の2段攻撃となっている。超人オリンピックの予選では、両腕から放つベルリンの赤い雨を披露した。
ビーフケーク・ハマー
相手に片足を上げさせた状態で後から両腕を交差させて掴み、スープレックスを放つ。受身が取れずに大ダメージを負うのが特徴。
ヘル・イクスパンションズ戦で使用した際には名称が「ビーフケーキ・ハマー」となっていた。
SSD（スタイナー・スクリュー・ドライバー）
ブレーンバスターの要領で相手を真上に抱え上げたのち、ジャンプしつつ頭部から真下に落とす。
胴倒しかかと落とし
ジャンプして空中で体を真横に倒した状態からの相手のわき腹目掛けて放つかかと落とし。
ブロッケンの帰還
ブロッケンJr.が時間超人によって右腕を失い、本来の歴史が変わり「ベルリンの赤い雨」の伝授が不可能となってしまったために、その代わりとしてブロッケンJr.が新たに開発し修行中のジェイドに伝授した技。
右腕を軸としてコーナーポストで回転し、その勢いで相手に向かって飛び、左脚を鎌のような巨大な刃物に変えて斬りかかる。隻腕であることが利点の技のため、ジェイドは右腕を布で封印してから行う。
ヘルム・シュヴァンツ
『キン肉マンII世〜オール超人大進撃〜』で使用。ヘルメットの尾が長くなり、相手を刺し貫く。
ヘルム・ギロチンドライバー
『キン肉マンII世〜オール超人大進撃〜』で使用。空中でヘルム・シュヴァンツを当てた後、ヘルメットを相手の首に当ててキャンバスに叩きつける。
クライス・シルト
『キン肉マンII世〜オール超人大進撃〜』で使用。ブレスレットから出現する盾。
バズソー・シルト
『キン肉マンII世〜オール超人大進撃〜』で使用。クライス・シルトを回転させ相手を切り裂く。

### タッグ技
レッド・レイン・テイル
究極の超人タッグ戦前に編み出したツープラトン。スカーフェイスのスワロー・テールに、ベルリンの赤い雨の炎を点火し目標を切り裂く技。試合ではベルリンの赤い雨が使用不能になったため、ブロッケンの帰還で着火していた。

## プロフィール
- 分類 - 新世代正義超人
- 出身地 -  ドイツ
- 身長体重 - 187cm 93kg[11]（183cm 93kgとの記述もあり[12]）
- 超人強度 - 116万パワー[13]
- 好物 - エッセン夫妻のソーセージ[2]
- その他講考 - 頭髪色金髪、虹彩色エメラルドグリーン

### 異名
- 緑の闘い人（グリーン・ケンファー）[13]
- ベルリンの蒼い矢[14]
- ベルリンの緑の矢[15]
- 巣立ちの赤い涙[16]
- 血の一滴まで振り絞る男[16]

### 主な肩書き
- ヘラクレス・ファクトリー 第2期生 認識番号07
- ジェネレーション-EX（エクセレント）
- タイムワープの8超人[17]

### 個人タイトル歴
- シュツットガルド超人マーシャルアーツ選手権優勝[18]
- ブレーメン超人ボクシングチャンピオン[18]
- 欧州超人ヘビー級チャンピオン[18]

## テーマソング
ジェイド!
歌 - 野島健児（ジェイド） / 作詞・作曲 - 田光マコト / 編曲・演奏 - 田光マコトとザ・パーマネンツ

## コンピュータゲーム
『キン肉マンII世』の最初のゲーム化作品であるキン肉マンII世 ドリームタッグマッチでは、14体のプレイヤーキャラクターの一人としてジェイドが登場している。必殺技の「ベルリンの赤い雨」はカマイタチ状の物を飛ばす技になっており、威力は2段階に分かれる。
『キン肉マンII世 新世代超人VS伝説超人』などでは、タッグチームを組むキャラクターによっては特定のチーム名が付けられる。以下にそれを示す。
- ライトニングス - ロビンマスク
- 中・独求道者コンビ - ラーメンマンorモンゴルマン
- デンジャラス・トルーパーズ - バッファローマン
- レッドレインズ - ブロッケンJr.
- スーパー・ノーヴァーズ - キン肉万太郎
- ビューティー・ブロンドス - テリー・ザ・キッド
- イノセントボーイズ - セイウチン
- ザ・フューチャーズ - ガゼルマン

『キン肉マンII世 超人聖戦史』では主人公が正義超人であり、属性ゲージが一定値以上であれば仲間にできる。